# 康華苑

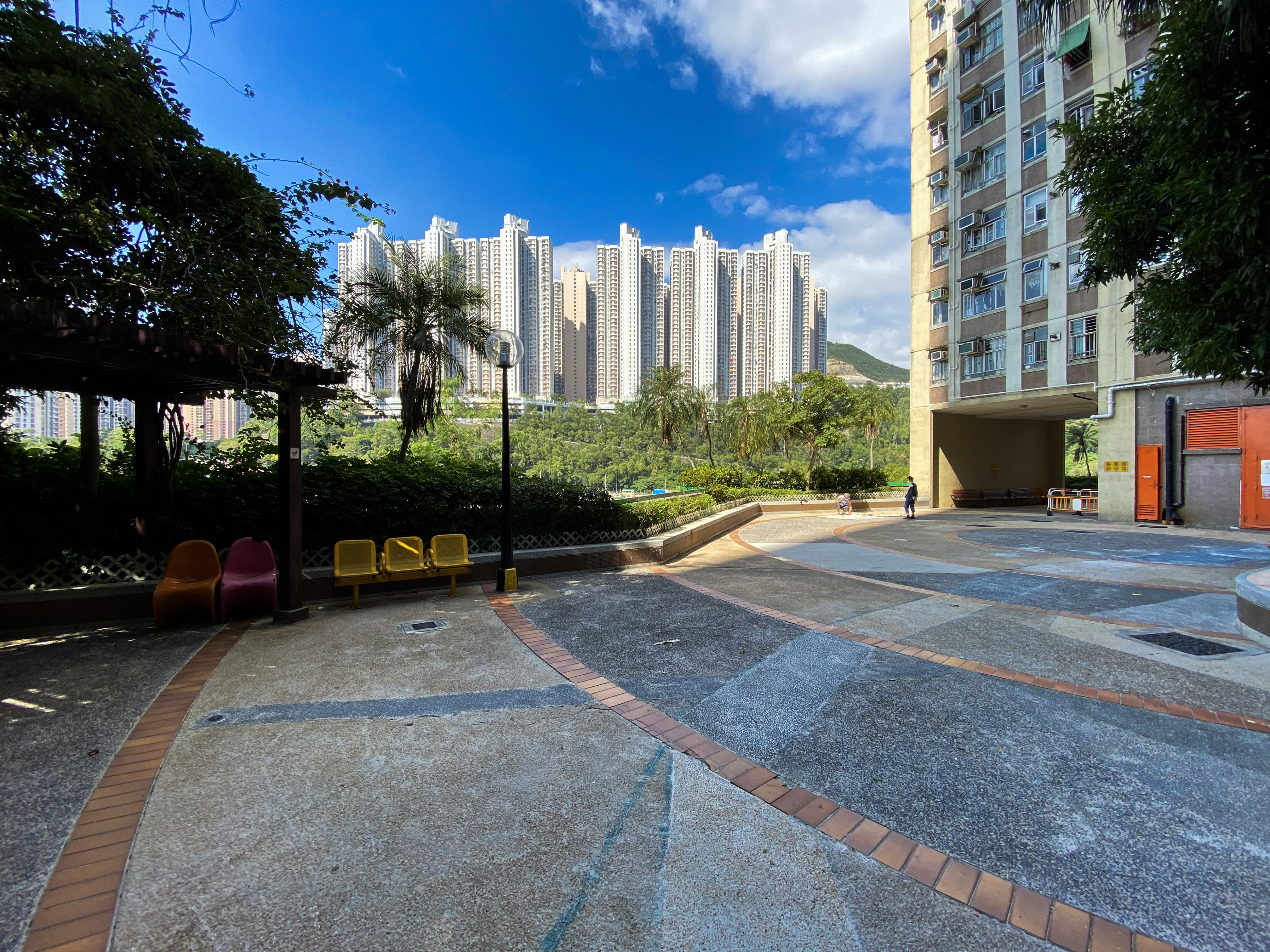
花園

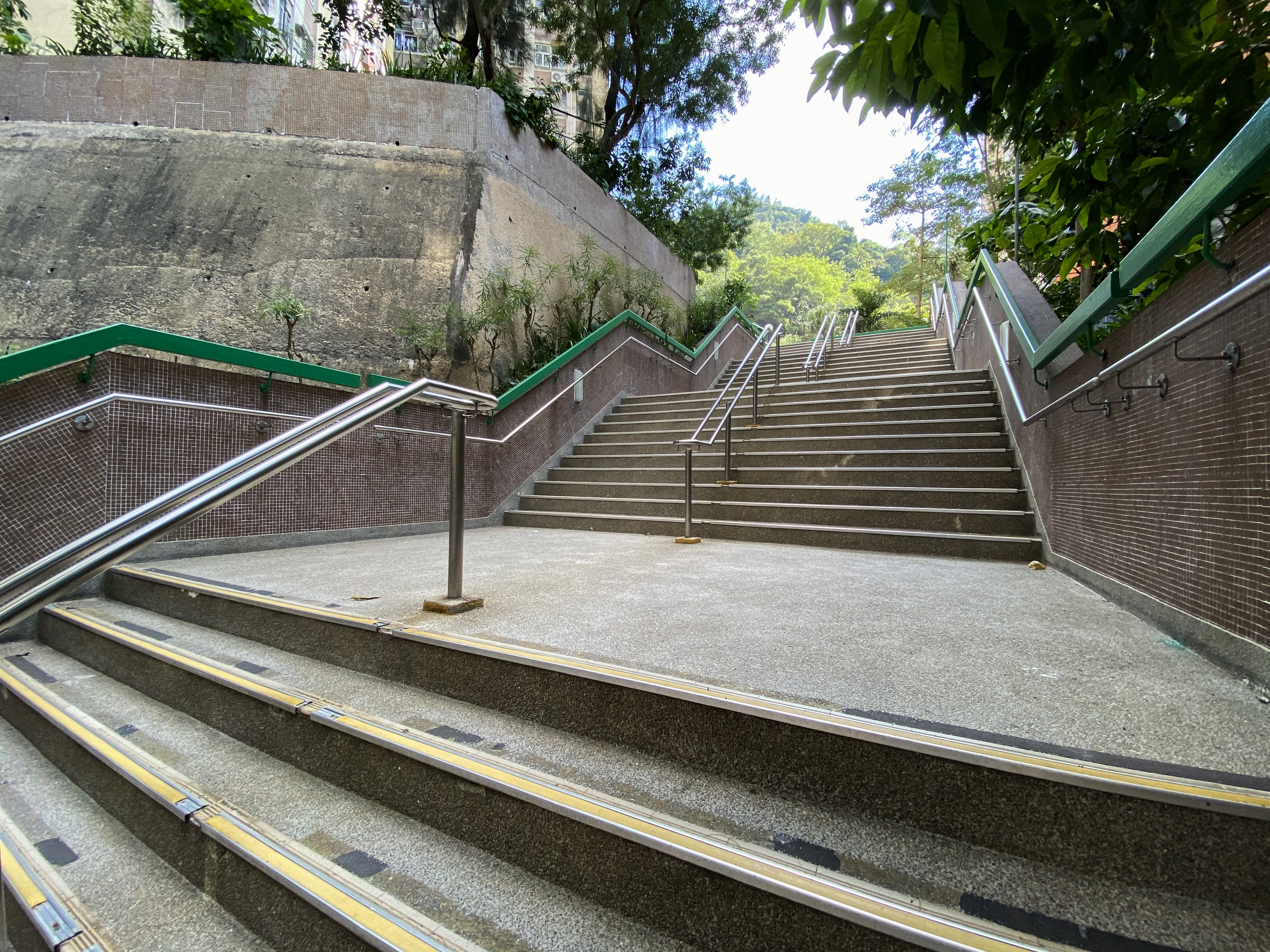
部份住客出入需要經過多級樓梯

康華苑（英語：Hong Wah Court）位於九龍觀塘區藍田連德道2號，於1987年入伙。

## 概要
康華苑屬於房委會居者有其屋計劃第八期丙的居屋屋苑。
屋苑自2012年9月1日起由第一太平戴維斯（Savills）之附屬公司佳定集團負責物業管理的工作。康華苑雖然位處東九龍市區地，但因為出入港鐵藍田站要駁車或步行15分鐘，所以呎價性價比相對較高，此屋苑也成為藍田一帶上車盤熱門選擇之一。

## 屋苑資料

### 樓宇
屋苑一共有3座，樓高37層，屬風車型居屋，每層最多有16伙，最高4層則只有8伙。屋苑合共提供1680個單位 ，其中五成為一房戶，面積由469至516平方呎，其餘五成為兩房戶，一律為575方呎。
單位實用率統一為74%，內櫳間隔四正，原則廚房有露台，作為晾曬用途。
| 樓宇名稱（座號） | 門牌號碼  | 樓宇類型 | 入伙年份     | 層數 | 每層伙數 | 每座單位總數（伙） | 承建商       | 提供升降機的廠商 | 期數（所屬項目）   |
| ---------------- | --------- | -------- | ------------ | ---- | -------- | ------------------ | ------------ | ---------------- | ------------------ |
| 宏康閣（A座）    | 連德道2號 | 風車型   | 1987年4月1日 | 37   | 16       | 560                | 香港寶嘉建築 | 快高靈           | 1 （藍田擴展項目） |
| 怡康閣（B座）    | 連德道2號 | 風車型   | 1987年4月1日 | 37   | 16       | 560                | 香港寶嘉建築 | 快高靈           | 1 （藍田擴展項目） |
| 頌康閣（C座）    | 連德道2號 | 風車型   | 1987年4月1日 | 37   | 16       | 560                | 香港寶嘉建築 | 快高靈           | 1 （藍田擴展項目） |

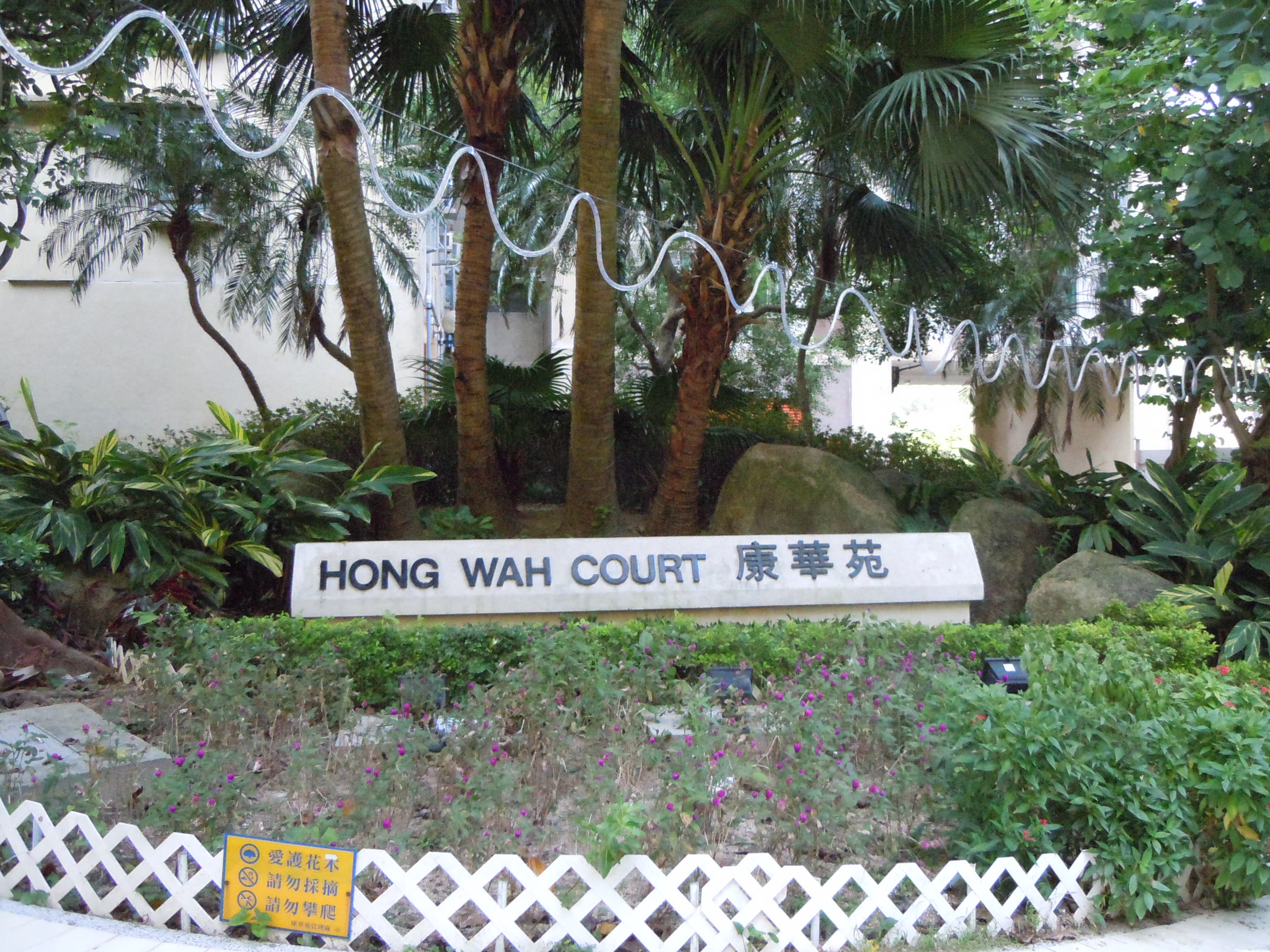
牌匾
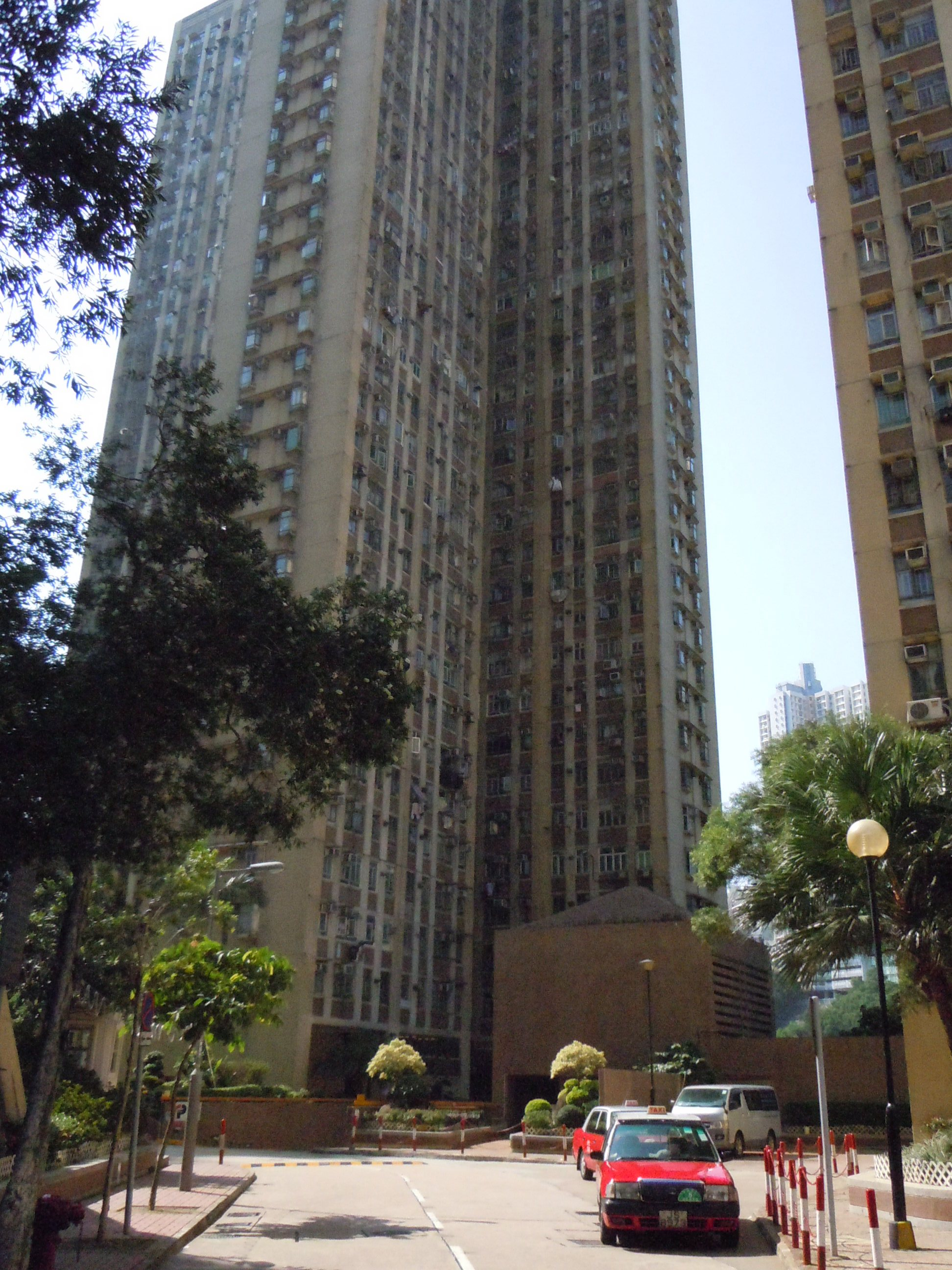
車路通道
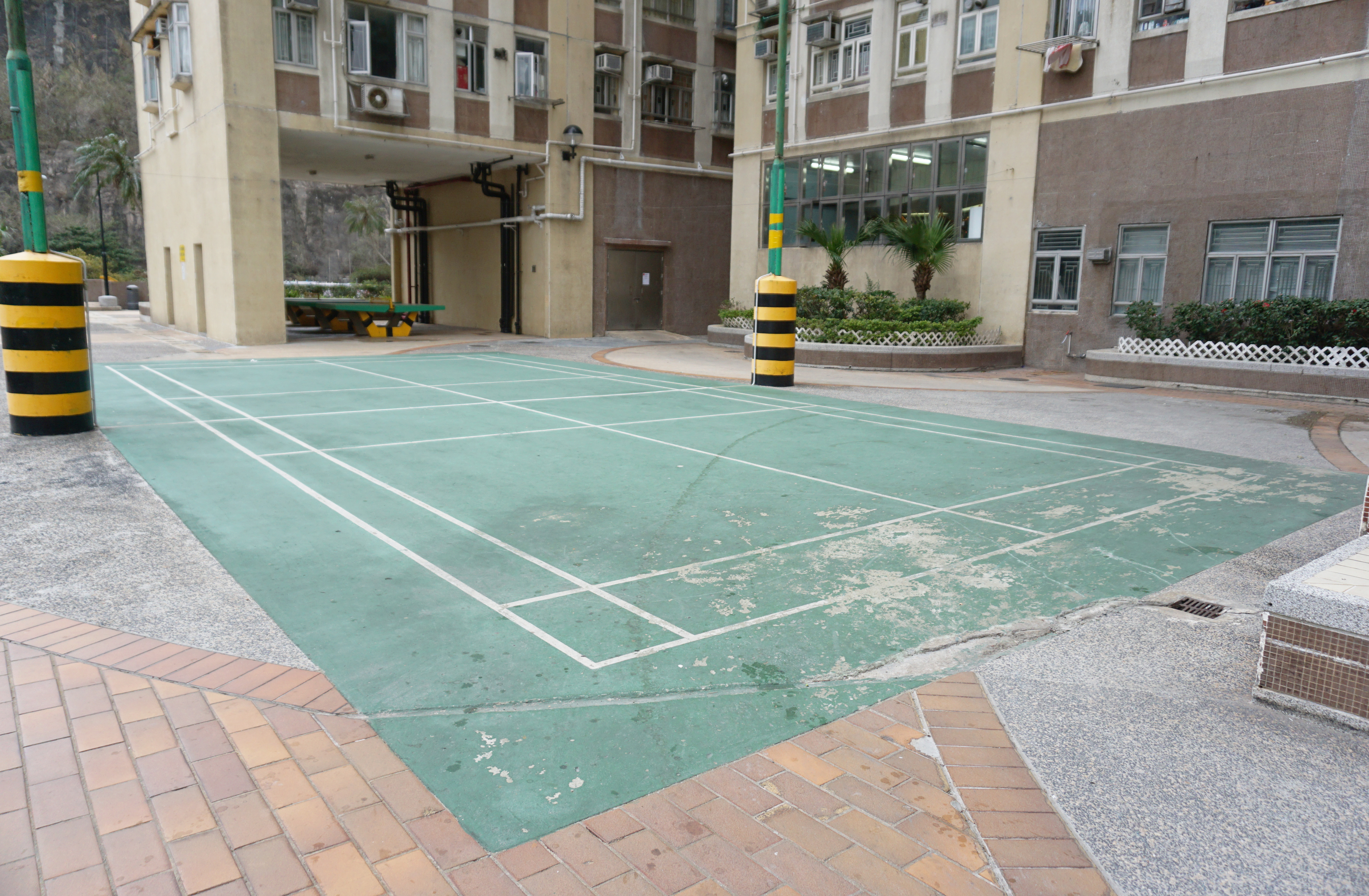
羽毛球場及乒乓球枱
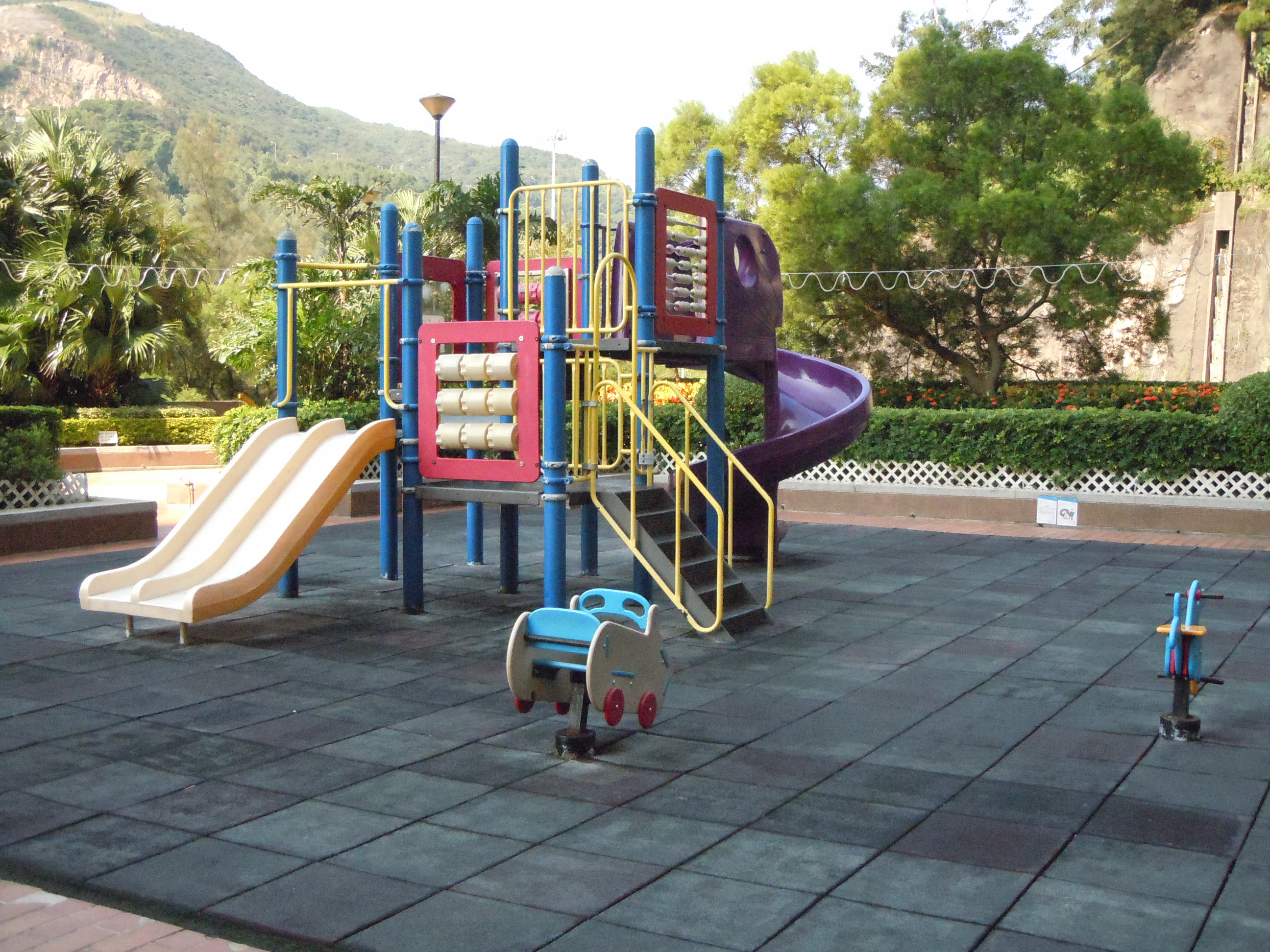
翻新前的兒童遊樂場（2010年）
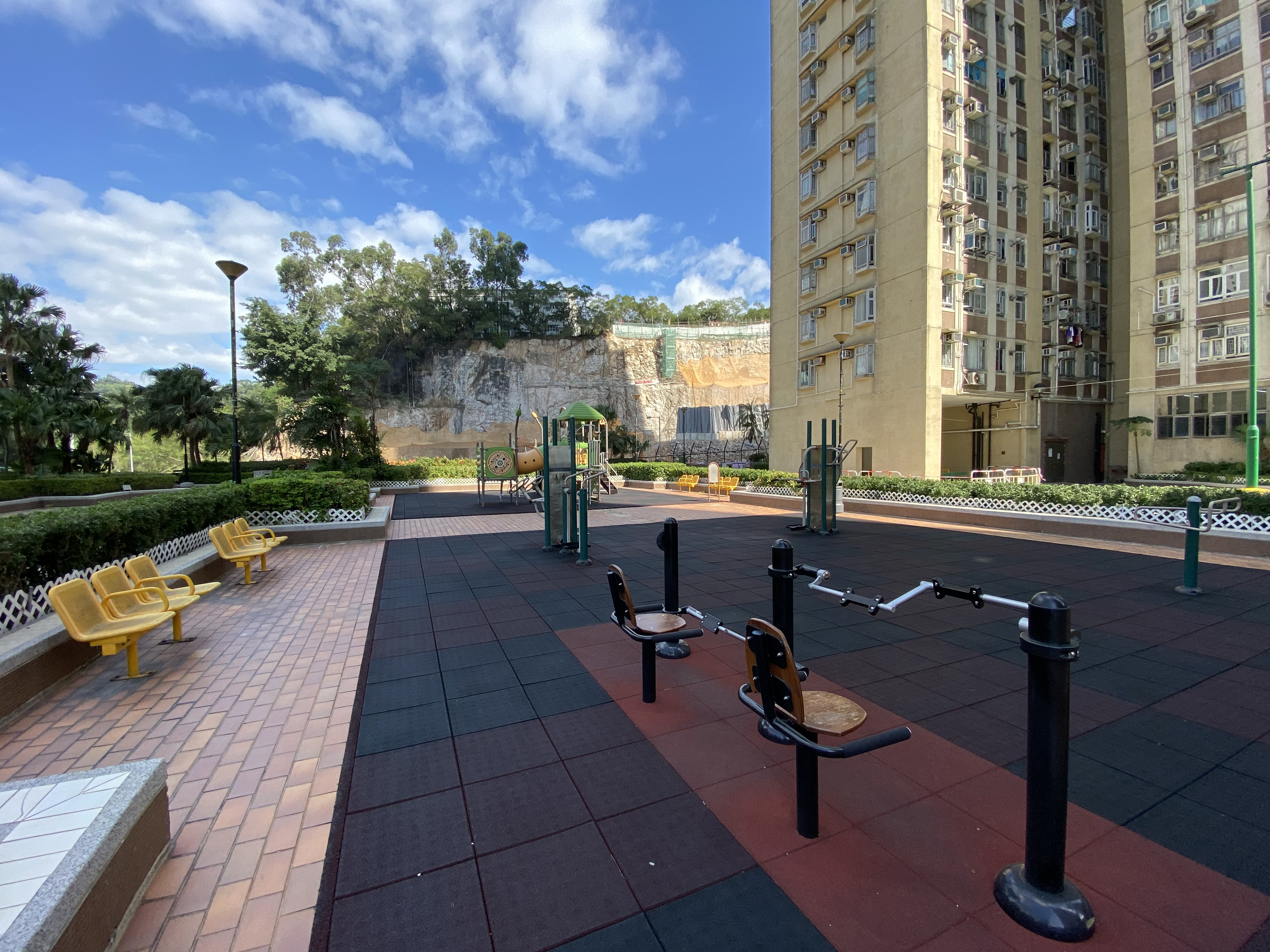
兒童遊樂場前面設健體區
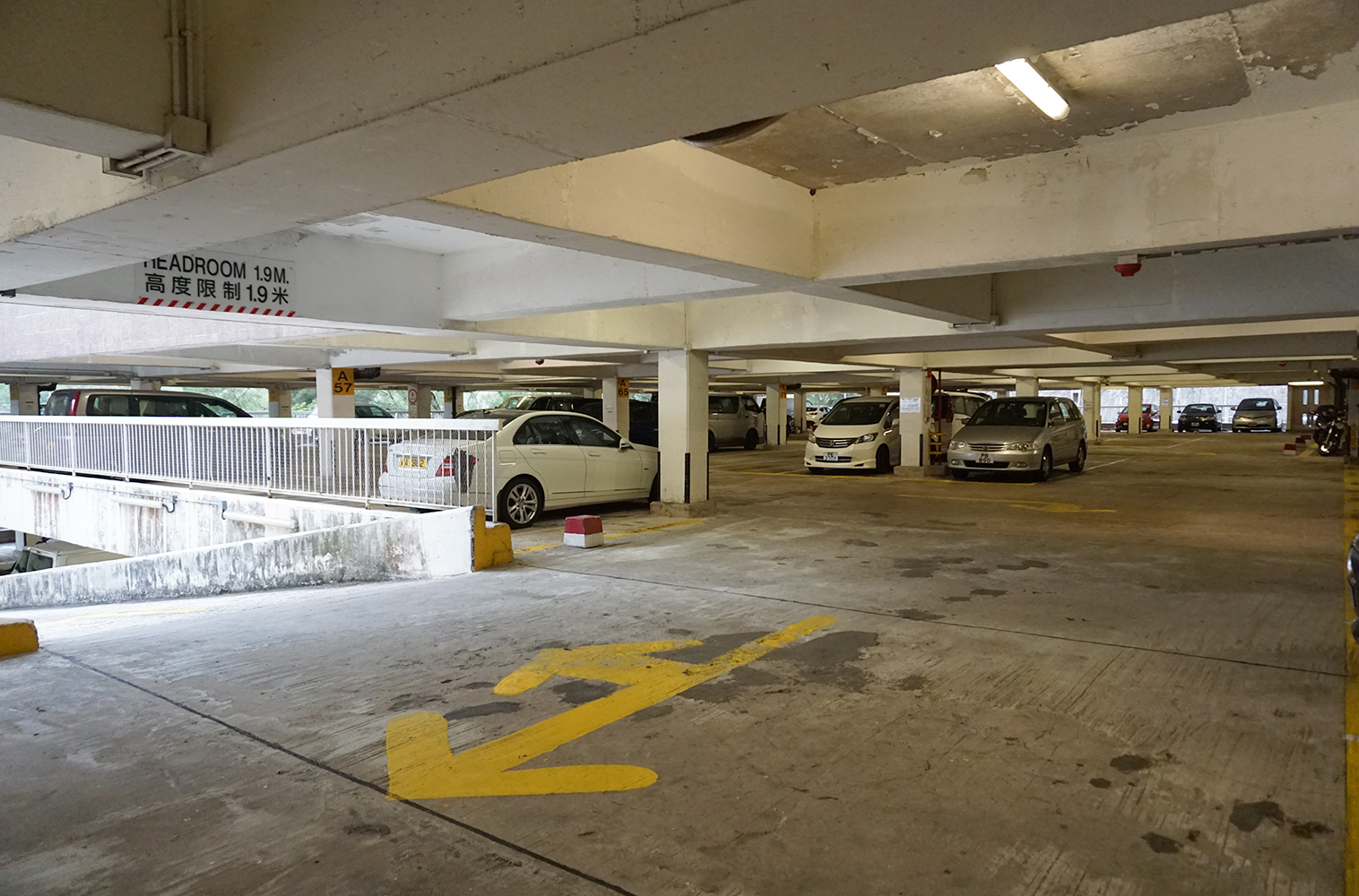
停車場

### 配套
康華苑配套簡單，只設停車場和兒童遊樂場。毗鄰興田邨有熟食中心及街市，邨內的興田商場設有7-11，惠康超市，匯豐銀行理財易，西餅店，藥房，五金舖和醫務所等，提供日常生活所需。而屋苑三座大堂亦增設了各一部「順便智能櫃」，但只供住戶使用。
藍田綜合大樓已於2012年11月落成，提供兩個室內暖水游泳池，藍田公共圖書館，一個音樂中心及相關配套設施。
另外，屋苑除了支援一般的數碼高清電視頻道和有線第一台外，港台電視（31、32及33台）也於2014年4月開始提供服務。

### 事項
由於屋苑樓齡已經超過30年,因此屋苑計劃於2012年底起動用屋苑維修基金進行一系列翻新工程包括:
- 更換兒童遊樂場設施（工程已於2013年7月內完成）
- 加設智能保安卡設備（工程已於2013年10月完成）
- 加設冷氣機去水喉（工程已於2014年8月完成）
- 翻新屋苑行人路（於2015年首季分階段進行）
- 翻新升降機（工程進行中，其中L16和L17已經完成）
- 翻新大廈大堂（未定）
- 翻新分層天花油漆 （工程已於2018年完成）
- 翻新外牆（未定）

### 未來發展
- 東九龍線（英語：East Kowloon Line）- 政府於《鐵路發展策略2014》首次提議興建造價達275億元的東九龍線，途經順天、秀茂坪、寶達等多個地勢高的山上地區。其中寶達站將會初步設於寶達邨下方毗鄰將軍澳道，距離康華苑約13分鐘路程。
- 擴闊連德道。另外，規劃署也正進行擴闊連德道的可行性研究，預計未來可以於康華苑外增設巴士站以及增加小巴／巴士路線以應付未來安達臣道發展項目。（參考：安達臣道石礦場用地發展—工程可行性研究（交通及運輸部份））

## 外部連結
- 房委會 - 康華苑 （页面存档备份，存于）
- 藍田康華苑 年輕客捧一房戶[永久] - 地產短打／投資睇樓王
- 康華苑往藍田站須駁車 開揚山景平價之選 （页面存档备份，存于） - 蘋果日報
- 康華苑成交紀錄 - 中原地產
- 藍田北市政大廈 （页面存档备份，存于） - 財務委員會工務小組委員會討論文件（2009年4月22日）